# Paul Le Drogo
Paul Le Drogo (Pontivy, 16 febbraio 1905 – Sarzeau, 25 luglio 1966) è stato un ciclista su strada, ciclocrossista e dirigente sportivo francese.
Professionista dal 1927 al 1939, nella sua carriera ottenne una ventina di successi fra cui una tappa al Tour de France 1927.

## Carriera
Fratello minore di Ferdinand Le Drogo, passò professionista nella stessa squadra del fratello, la Dilecta-Wolber, nel 1927, riuscendo a vincere subito una breve corsa a tappe in Francia, mettendosi in luce anche come buon ciclicrossista, arrivando secondo nel campionato nazionale di categoria dello stesso anno. Partecipò anche al Tour de France dove però venne costretto al ritiro alla prima tappa.
Nel 1928 vinse ancora due prove significative del panorama francese, il Grand Prix de la Sarthe e il Circuit des As, mentre per quanto riguarda le corse di ciclocross fu terzo nel Criterium International, rivolse inoltre la sua attenzione anche alle prove su pista arrivando quinto nella Sei Giorni di Nizza.
Nel 1929 vinse ben quattro corse, fra cui una tappa al Tour de France, la sesta che prevedeva l'arrivo a Les Sables-d'Olone,  riuscendo quindi a emulare il fratello che si era aggiudicato una tappa della Grande Boucle nel 1927.
Venne anche chiamato a correre il Grand Prix Wolber, dove però si ritirò mentre ottenne un buon sesto posto nel campionato nazionale.
Nel 1930 vinse un paio di corse fra cui la Parigi-Rennes, e fu quinto nella Parigi-Caen, mentre al Grand Prix Wolber si ritirò nuovamente.
Nel 1931 solo una vittoria nella Grand Prix Cinquantenaire de la Route e quasi nessun altro risultato. Torno ad ottenere numerosi risultati nel 1932, quando si aggiudicò il Circuit de la Manche, breve corsa a tappe, ed una frazione dell Tour de l'Ouest che chiuse al nono posto, fu inoltre terzo al Grand Prix de Plouay mentre al Tour fu eliminato alla decima tappa per essere arrivato fuori tempo massimo.
Nel 1933 fu tredicesimo nella Parigi-Tours e vinse ancora una tappa al Tour de l'Ouest, ma non ottenne altri risultati, anzi da questa stagione in poi cominciò il suo calo ed i pochi risultati che ottenne furono tutti al Tour de l'Ouest, due tappe e un quarto posto nel 1934, una tappa nel 1935.
Nel 1936 vinse un criterium a Saint-Brieuc, e concluse terzo la classifica generale della Parigi-Perros-Guirec, che saranno anche gli ultimi risultati prima del ritiro nel 1938.
Finita la carriera ciclistica guidò per qualche anno la Nazionale Francese Occidentale al Tour de France guidando ciclisti quali Joseph Groussard il fratello Georges Groussard, Jean Malléjac, Jean Gainche, e André Foucher.

## Palmarès
- 1927

2ª tappa Grand Prix Alcedia
Classifica generale Grand Prix Alcedia
- 1928

Circuit des As de l'Ouest
Grand Prix de la Sarthe
- 1929

Critérium national du printemps
Parigi-Le Havre
Challenge Lux
Challenge Sigrand
6ª tappa Tour de France
- 1930

Parigi-Rennes
1ª tappa Circuit des Villes d'Eaux
- 1931

Grand Prix Cinquantenaire de la Route
- 1932

1ª tappa Circuit de la Manche
2ª tappa Circuit de la Manche
Classifica generale Circuit de la Manche
4ª tappa Tour de l'Ouest
- 1933

6ª tappa Tour de l'Ouest
- 1934

2ª tappa Tour de l'Ouest
6ª tappa Tour de l'Ouest
- 1935

7ª tappa Tour de l'Ouest

### Altri successi
- 1927

Criterium di Lorient
- 1935

Criterium di Saint-Brieuc
- 1936

Criterium di Saint-Brieuc

## Piazzamenti

### Grandi Giri
- Tour de France

1927: ritirato (1ª tappa)
1929: ritirato (10ª tappa)
1932: fuori tempo massimo (5ª tappa)

### Classiche monumento
- Parigi-Roubaix

1931: 45º